# Web of Science
Web of Science (kratica WoS) je spletna akademska storitev, ki jo vzdržuje podjetje Clarivate. Omogoča dostop do sedmih akademskih podatkovnih baz, ki zajemajo malo manj kot 10.000 vodilnih znanstvenih revij s področja naravoslovja, tehnike, družboslovja, humanistike in umetnosti.